# Blaoui Houari
Pour les articles homonymes, voir Houari.
Blaoui Houari (بلاوي الهواري) de son vrai nom Blaoui M'hammed EL Houari, né le 23 janvier 1926 à Oran et mort le 19 juillet 2017 à Oran, est l'un des fondateurs avec Ahmed Wahby du genre musical nommé El Asri, un genre nouveau né à Oran dans les années 1940 et influencé par la musique arabe traditionnelle du Moyen-Orient avec un langage poétique typiquement oranais. Il a révolutionné et modernisé la musique bédoui, un style typique dans l'Oranie.

## Biographie
Blaoui Houari est né à Sidi Blel dans le quartier de Médina Jdida d'Oran, il fera son apprentissage musical grâce à son père Mohamed Tazi mélomane et joueur de kuitra (sorte de guitare) ainsi que son frère Kouider Blaoui qui lui fera découvrir et aimer les sonorités du banjo et de la mandoline.
Il quitte l'école vers l'âge de 13 ans pour aider son père qui tenait un café. Sous l'influence des musiciens oranais, il va s'imprégner de la musique moderne. Et c'est aux Folies Bergère, devenu plus tard le Cinéma Pigalle puis aujourd'hui Salle el-Feth qu'il remporte un premier prix de Radio-Crochet. Ce succès le décidera dans une voie de modernisateur d'un genre populaire oranais, le bédoui, auquel il restera attaché.
En 1942, lors du débarquement américain à Oran, il est engagé comme pointeur aux docks du port. Il va alors s'initier au piano et à l'accordéon et reprendra en compagnie de Maurice El Médioni des succès américains et français. Durant les années 1940, il anime des mariages, des circoncisions et des fêtes familiales, transcrivant, pour la première fois, la musique bédouine avec des instruments modernes notamment en reprenant le célèbre poème Biya Dek el-Môr écrit par Cheikh Bensmir.
En 1943, il fonde avec l'aide de son frère Maâzouzi et de l'arbitre international Kouider Benzelat son premier orchestre musico-théâtral où l'on retrouve Abdelkader Haoues, Boutlélis, Meftah Hmida et Blaoui Kouider.
En 1949, il prend la direction de l'orchestre chargé d'animer, tous les quinze jours durant six mois, la saison de l'opéra d'Oran. Devenu professionnel, il enregistre en 1955 chez Pathé son premier 45 tours où il reprend le fameux Rani M'hayer de Benyekhlef Boutaleb.
Durant la guerre d'Algérie, Blaoui Houari est interné par l'administration coloniale dans le camp de Sig (ex Saint Denis du Sig) pour activité patriotique. Il était un ami du chahid Ahmed  Zabana. Choqué par la mort de ce dernier sous la guillotine, Blaoui Houari sera amené à composer l'une de ses chansons les plus célèbres, Zabana, écrite par Chérif Hamani.
Après l'indépendance, il rejoint la station régionale d'Oran de la Radio et Télévision algérienne (RTA) en tant que chef d'orchestre. Il participe durant sept mois à l'animation de l'ensemble musical algérien qui se produisait à l'exposition universelle de 1970 d'Osaka, au Japon. En 1986, il enregistre un album sous le titre Dikrayat Wahran, Les souvenirs d'Oran. Il adopte un rythme et style tout à fait oranais. Depuis, il s'est retiré progressivement de la scène artistique.
Il reçoit In Memoriam un Coup de Cœur Musiques du Monde 2018 de l’Académie Charles Cros.

## La légende de l'Oranie
Chantre de la chanson oranaise et un des précurseurs de la chanson raï moderne, grâce à son imposant répertoire près de 500 chansons, Blaoui Houari aura influencé de nombreux chanteurs dont Cheb Mami, Baroudi Benkhedda, Houari Benchenet qui deviendra un de ses plus fervents admirateurs.
Blaoui Houari est connu pour adapté un très grand nombre de textes de chanteurs ou poètes traditionnels oranais, tels que Cheikh el Miloud, Cheikh Hamada, Mestfa Ben Brahim, el-Hadj Khaled Benahmed, Kadour Ould M'hamed, M'barek Essouci...etc. Son adaptation du poème Bakhta de Cheikh Abdelkader Khaldi, sera reprise par Cheb Khaled, qui en fera un succès international.

## Discographie

### Singles et albums
- Biya dek el-môr
- Rani m'hayer (1955)
- Jar aliya el-hem
- Laâkouba
- El-marsem
- Ouaâdi kirani
- Ya el-wecham
- Ya fares
- Ya lazreg